# Человек (поэма)
Человек — поэма Владимира Владимировича Маяковского, написанная им между 1916 и первой половиной 1917 года.

## История издания
Поэма «Человек», последняя поэма, написанная Владимиром Маяковским до Великой Октябрьской революции. Работа над произведением была начата в 1916 году и завершена в первой половине 1917 года. В автобиографии поэт свидетельствует, что поэма была закончена вслед  за  поэмой «Война и мир».  Он прочитал ее в конце января 1918 года на вечере в квартире поэта В. Амари, где присутствовал весь цвет российской поэзии:  К. Бальмонт, Вяч. Иванов, А. Белый, Д. Бурлюк, В. Каменский, И. Эренбург, В. Ходасевич, М. Цветаева, Б. Пастернак, А. Толстой, П. Антокольский, В. Инбер, индусский поэт Сура-варди и другие.  

"Едва кончил Маяковский - с места встал побледневший от переживаемого А. Белый и заявил, что он даже представить себе не мог, что в России в это время могла быть написана поэма, столь могучая по глубине замысла и выполнению, что вещью этой двинута на громадную дистанции" вся мировая литература и т. д."
Ал. Михайлов

Отдельной книгой «Человек» был издан издательством АСИС в феврале 1918 года с подзаголовком — «вещь» (которым  Владимир Маяковский заменил определение жанра: поэма — крупная вещь).

## Сюжет
Собственно, вся поэма «Человек» — даже по своему названию — страстный, но в чём-то безоглядно-отчаянный протест... Действительность не даёт возможности так оптимистично оценивать человеческие силы.
 Приходовская Екатерина Анатольевна.

Сюжет построен по модели Евангелия и состоит из следующих частей:  "Рождество Маяковского", "Жизнь Маяковского", "Страсти Маяковского", "Вознесение Маяковского", "Маяковский в Небе", "Возвращение Маяковского", и "Маяковский Векам".  Главный герой -- гибрид некоего романтического сверхчеловека и самого Маяковского.  Первый сражается с мировым злом и говорит на равных с Космосом, второй -- проходит через обычные житейские конфликты.
"Рождество" превозносит человека как "венца творения" (тема, общая со второй частью "Облака в Штанах" и поэмой "Война и Мир") и прославляет его разум и дух:
Это я сердце флагом поднял.
Небывалое чудо двадцатого века!
И отхлынули паломники от гроба господня.
Опустела правоверными древняя Мекка.
"Жизнь" наполнена страданием от того, что человек этот увяз в мелких бытовых конфликтах и находится под властью Повелителя Всего (аллегория денег).  "Страсти" вносят элемент страдания от неразделенной любви и сатирически упоминают "Облачко" и "Флейточку".  "Вознесение" вносит мотив самоубийства от сочетания душевных страданий, житейской неустроенности, и фаустовского стремления быть наравне с Мирозданием:
А сердце рвется к выстрелу,
А горло бредит бритвою.
В бессвязный бред о демоне
Растет моя тоска.
Идет за мной, к воде манит,
Ведет на крыши скат.
Через смерть поэт превращается в сверхчеловека и возносится в космос, где обитает, сливаясь с космическими силами, пока на Земле проходят сотни лет.  "Возвращение" приводит его обратно на Землю.  "Маяковский Векам" описывает героя, одержимого ревностью:
Я снова земными мученьями узнан
Да здравствует снова мое сумасшествие!
Он узнает, что после его самоубийства, "она" также покончила с собой:
"Он здесь застрелился у двери любимой"
...
"Куда ее дели?" "Легенда есть:  к нему из окна.
Вот так и валялись тело на теле".
Финалом своим поэма утверждает бессмысленность жизни и трагедию Человека.  Несмотря на все его "величие", он, тем не менее, оказывается бессилен перед трагической любовью:
И только боль моя острей --
Стою, огнем обвит,
На несгорающем костре
Немыслимой любви.
Завершается поэма строкой из поминальной молитвы "Со святыми упокой", когда герой снова возносится на небо. 